# Najas
Najas es un género de plantas acuáticas perteneciente a la familia Hydrocharitaceae. Es un género cosmopolita. Comprende 106 especies descritas, y de estas, solo 40 aceptadas.

## Descripción
Son hierbas anuales o raramente perennes, monoicas o dioicas; tienen tallos comúnmente muy ramificados, a veces con espinas entre los nudos. Láminas a veces armadas dorsalmente con espinas; espinas sobre la nervadura central, con 5-100 dientecillos por lado, los dientecillos uni- o multicelulares; vainas agudas a ligeramente auriculadas, con 1-15 dientecillos por lado. Flores solitarias o agrupadas, sésiles o pedunculadas; anteras 1-4-loculares; ovario 1-locular con un óvulo solitario; estigmas 2-4-lobados. Semillas generalmente cubiertas estrechamente por la pared del carpelo, angostamente elipsoides a obovoides; testa lisa o punteada.

## Taxonomía
El género fue descrito por Carlos Linneo y publicado en Species Plantarum 2: 1015. 1753. La especie tipo es: Najas marina L. 

## Especies aceptadas
A continuación se brinda un listado de las especies del género Najas aceptadas hasta septiembre de 2014, ordenadas alfabéticamente. Para cada una se indica el nombre binomial seguido del autor, abreviado según las convenciones y usos.	
- Najas affinis Rendle
- Najas ancistrocarpa A.Braun ex Magnus
- Najas arguta Kunth in F.W.H.von Humboldt
- Najas australis Bory ex Rendle
- Najas baldwinii Horn
- Najas brevistyla Rendle
- Najas browniana Rendle
- Najas chinensis N.Z.Wang
- Najas conferta (A.Braun) A.Braun
- Najas filifolia R.R.Haynes
- Najas gracillima (A.Braun ex Engelm.) Magnus
- Najas graminea Delile
- Najas grossareolata L.Triest
- Najas guadalupensis (Spreng.) Magnus
- Najas hagerupii Horn
- Najas halophila L.Triest
- Najas heteromorpha Griff. ex Voigt
- Najas horrida A.Braun ex Magnus
- Najas indica (Willd.) Cham.
- Najas kurziana Rendle
- Najas liberiensis Horn
- Najas madagascariensis Rendle
- Najas malesiana W.J.de Wilde
- Najas oguraensis Miki
- Najas pectinata (Parl.) Magnus
- Najas pseudogracillima L.Triest
- Najas rigida Griff.
- Najas schweinfurthii Magnus
- Najas tenuicaulis Miki
- Najas tenuifolia R.Br.
- Najas tenuissima (A.Braun ex Magnus) Magnus
- Najas testui Rendle
- Najas welwitschii Rendle
- Najas wrightiana A.Braun